# Sångsvan
Sångsvan (Cygnus cygnus) är en mycket stor vit andfågel som häckar i norra Europa och Asien. Från att ha varit nästan utdöd i Sverige i början av 1900-talet har den ökat explosionsartat och finns nu i stora delar av landet. Globalt anses arten vara livskraftig. Den är Finlands nationalfågel. 

## Utseende och läte

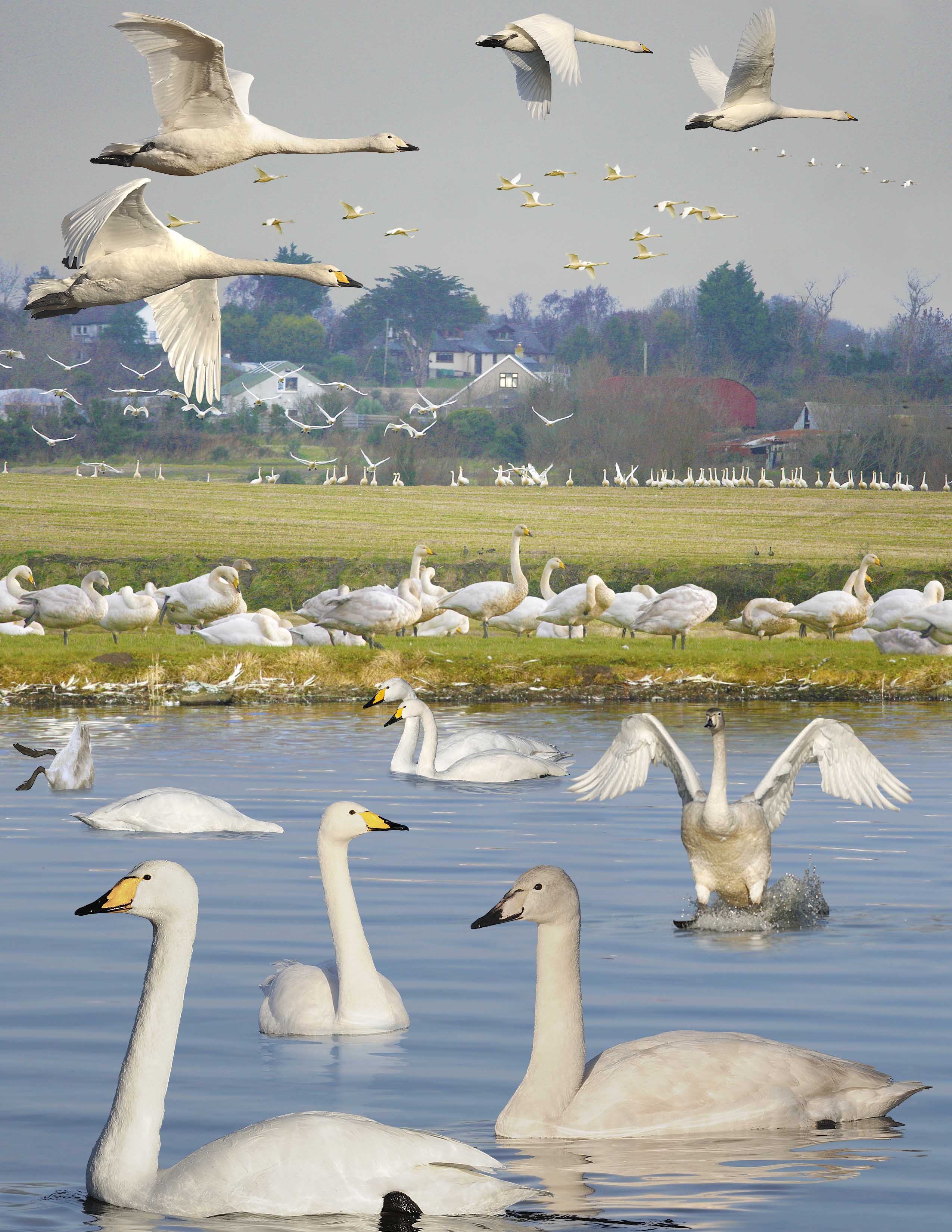
Bildkollage med sångsvanar.

Sångsvanen är ungefär lika stor som knölsvanen med en längd på mellan 140 och 160 centimeter och ett vingspann på 205 till 235 centimeter. Trots detta framstår den som smäckrare än knölsvanen. Den håller oftare halsen rak till skillnad från knölsvanens ibland s-formade halsföring. Den triangelformade näbben, som är längre än knölsvanens, fortsätter ut från den sluttande hjässan och ger huvudet ett mycket spetsigt utseende. När den simmar håller den stjärten, som är kortare än knölsvanens, nedsänkt horisontellt mot vattenytan.
Den adulta sångsvanen ter sig än vitare än knölsvanen och näbben är mot roten klart gult medan spetsen och nederdelen av näbben är svart. Det gula når nedanför näsborren. Den har ett större gult fält på näbben än vad mindre sångsvan har.
De juvenila fåglarnas fjäderdräkt är gråbrunvita och näbben är svart och vitgul med en svag anstrykning av rosa. Den anlägger vit fjäderdräkt under sommaren dess första levnadsår, eller tidigt på våren under dess andra levnadsår. Den isländska populationen vitnar oftare tidigare än den fennoskandiska populationen.
Sångsvanen har flest fjädrar av alla fåglar med en fjäderdräkt med cirka 25 000–30 000 fjädrar.
Den kan utstöta ett högt, trumpetande läte, i grupper om tre eller fyra toner när den flyger. Ljudet från vingarna är ett tystlåtet svischande till skillnad från knölsvanens kraftiga sjungande vingslagsljud.

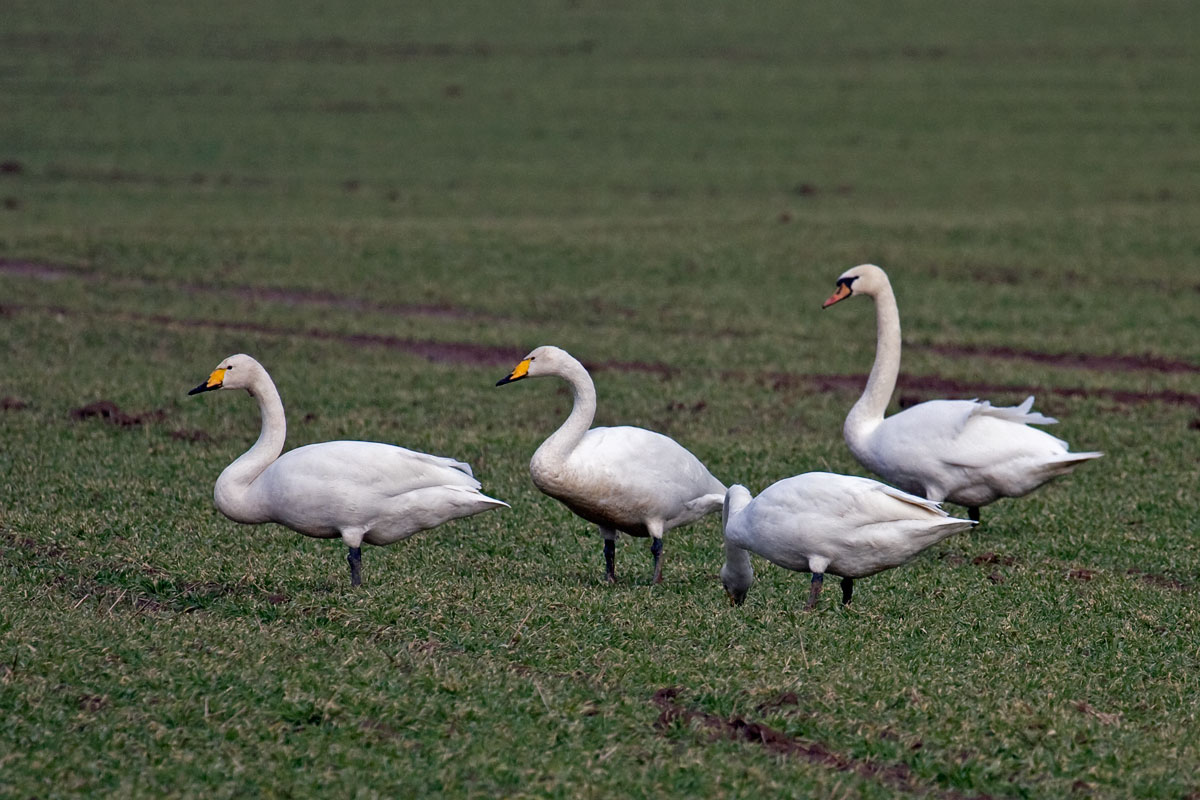
Tre sångsvanar, en betandes, med en knölsvan till höger

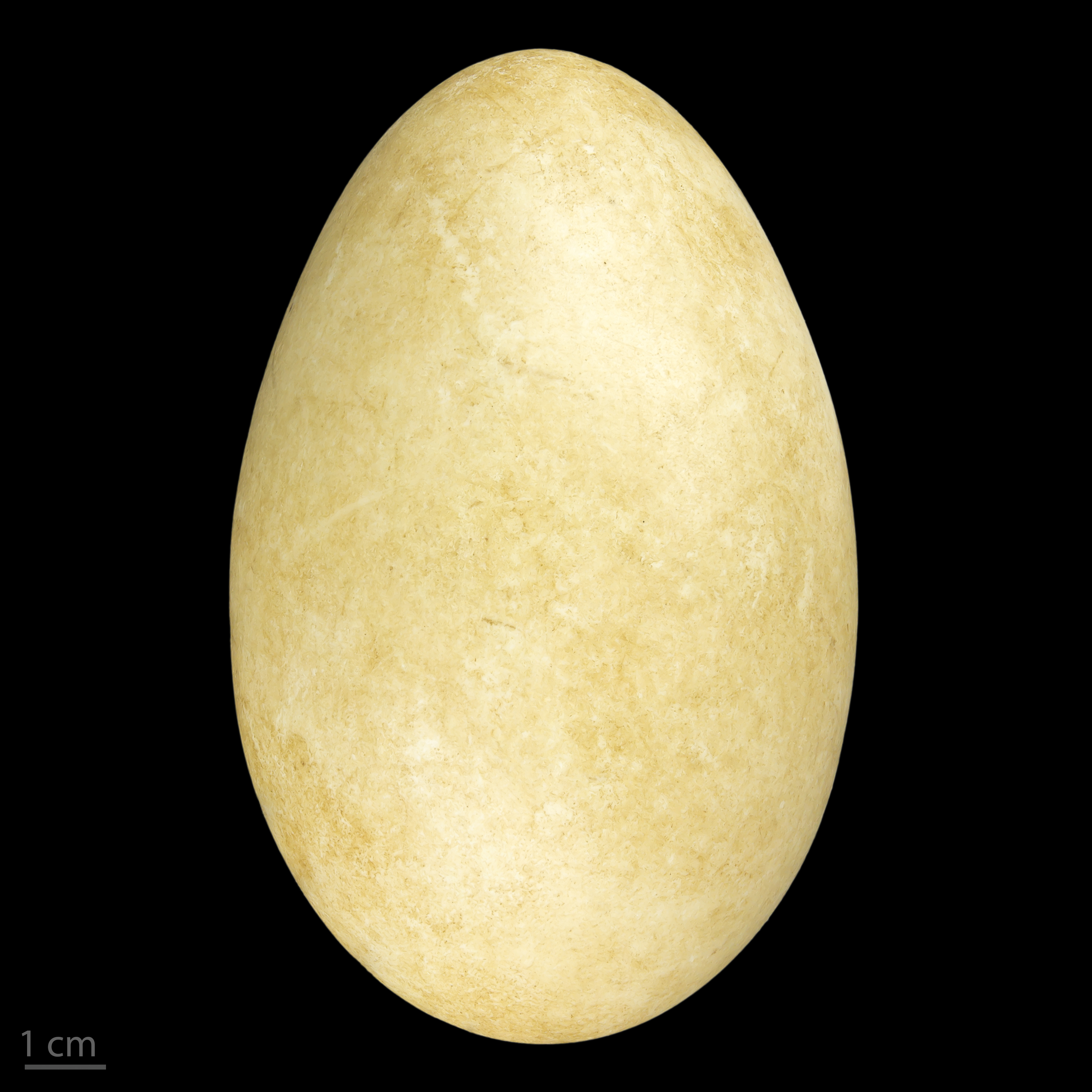
Sångsvansägg

För hybrider: se knölsvan.

## Utbredning och systematik
Sångsvanen häckar i arktiska regioner av Eurasien från Island och Skandinavien österut till nordöstra Sibirien. Den är en flyttfågel som flyttar till öppna vatten i västra och centrala Europa, kring Östersjön, Nordsjön, Svarta havet, Kaspiska havet och det som är kvar av Aralsjön och vidare österut till kustnära Kina och Japan.
Delar av den population som lever på Island övervintrar i Storbritannien och på Irland medan den västra populationen är stannfåglar, vilket även en mindre population i norra Norge är.
Tillfälligt påträffas sångsvanen i USA, där den är mer eller mindre regelbunden i små antal, vintertid i Aleuterna och Pribiloföarna i Berings sund, med fynd även från British Columbia i Kanada och i centrala Kalifornien. Den har även uppträtt i Taiwan, Afghanistan på gränsen till Iran, Marocko, Pakistan och Syrien.
Islands population har historiskt ibland behandlats som en egen underart vilken beskrevs första gången 1831 som C. C. islandicus av Brehm. Även trumpetarsvanen har tidvis behandlats som underart till sångsvanen.
Sångsvanen anses vara nära släkt med nordamerikanska trumpetarsvanen (Cygnus buccinator) och denna har tidvis behandlats som underart till sångsvanen. 

### Förekomst i Sverige
I början av 1900-talet var sångsvanen nära utrotning i Sverige efter intensiv jakt och fanns då kvar bara på några avsides belägna lokaler i Lappland. Sedan dess har den ökat explosionsartat och har från 1950-talet och framåt även etablerat sig i södra Sverige. Idag häckar den i hela Sverige, med störst bestånd i Norrbottens, Västerbottens och Gävleborgs län.

## Ekologi
Sångsvanen häckar i olika typer av vegetationsrika våtmarker, allt från grunda skogssjöar till vassrika slättsjöar, gårdsdammar, utmed åar, på blöta myrar och sällsynt även vid havet i Bottenviken. Födan består av växter och växtdelar. På senare tid har den börjat födosöka i jordbruksområden likt gäss. Arten har få predatorer, men korp, mink och räv kan plundra ägg eller ungar. Havsörn tar också en del svanar. I strider med knölsvan avgår oftast sångsvanen med segern.

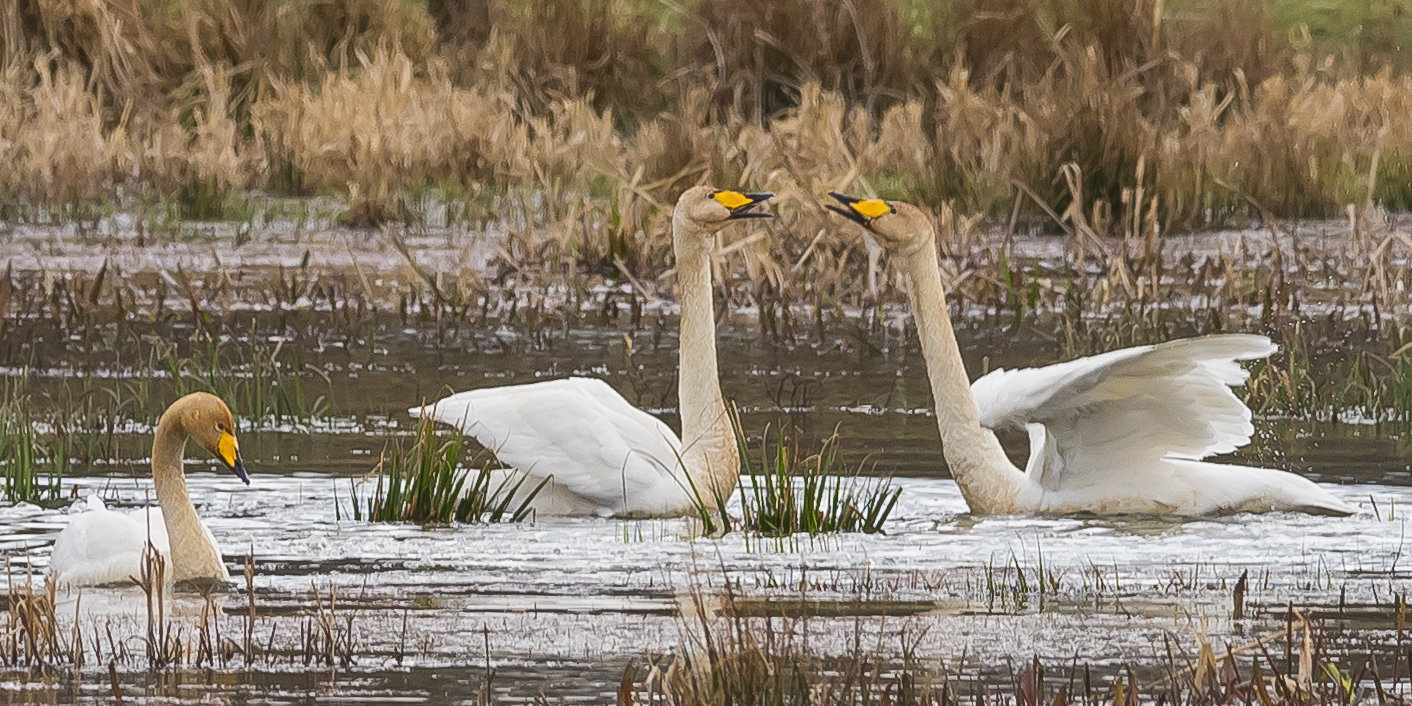
Spelande sångsvan.

### Häckning
Boet är ofta oerhört stort, speciellt på höjden, och det består av växtdelar som mest tas från sjöbotten. Den normala häckningstiden är i maj och juni men det förekommer att den börjar redan i mitten av april. Honan lägger fyra till sju smörfärgade ägg och ruvar i cirka 30 till 36 dygn. Ungarna lämnar boet efter bara några dygn men stannar hos föräldrarna oftast minst två månader eller ibland fram till föräldrarnas nästa häckning.

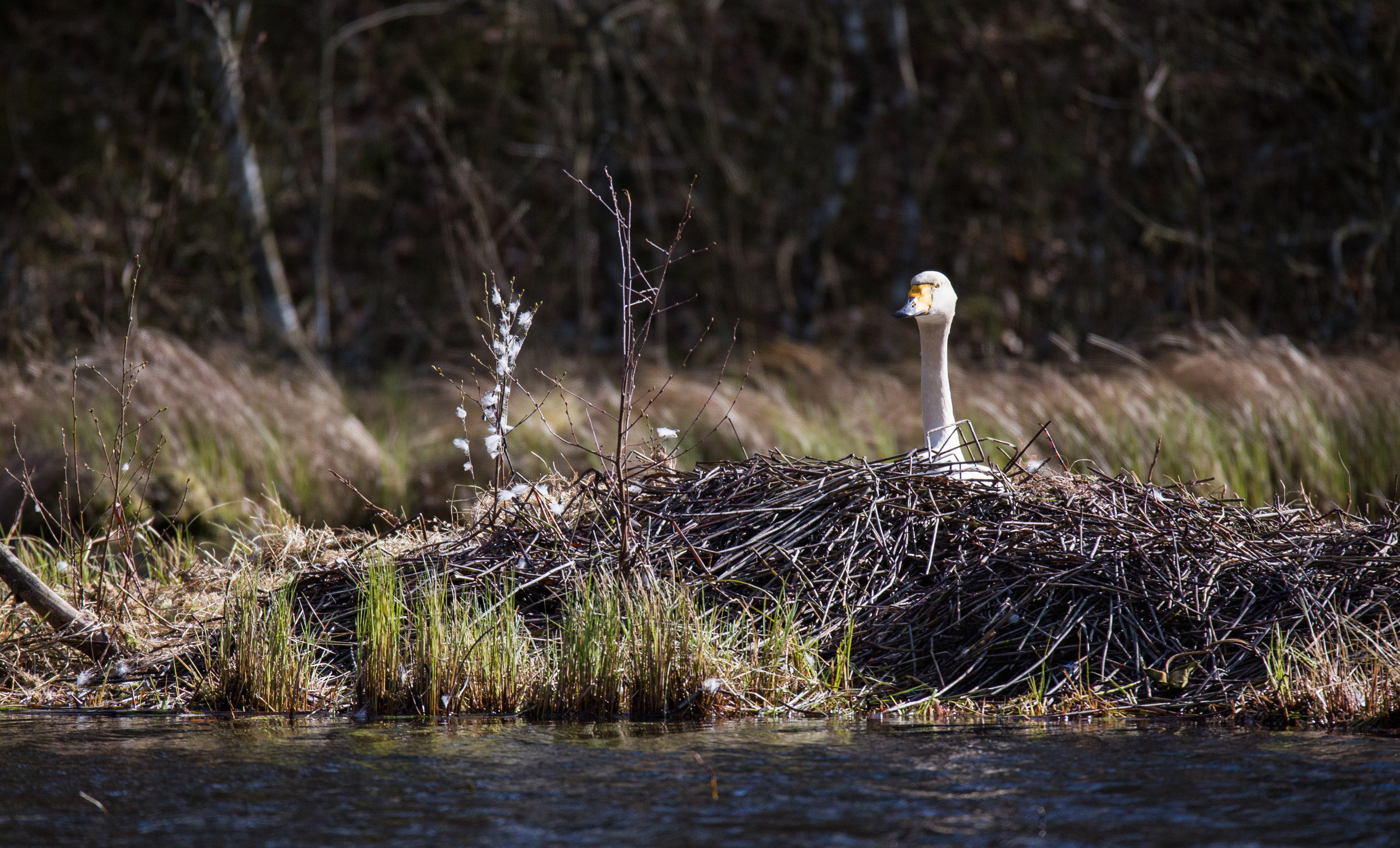
Sångsvanen bygger ett stort rede.

### Flyttning
Flyttningen till övervintringsområden i södra Sverige, Danmark och Nordsjöländerna inleds i oktober. Fåglarna börjar flyttningen norrut i månadsskiftet februari–mars. Stora rastplatser under vårflyttningen är bland andra Hornborgasjön, Tysslingen, Väster-Färnebo och Umeälvens delta.

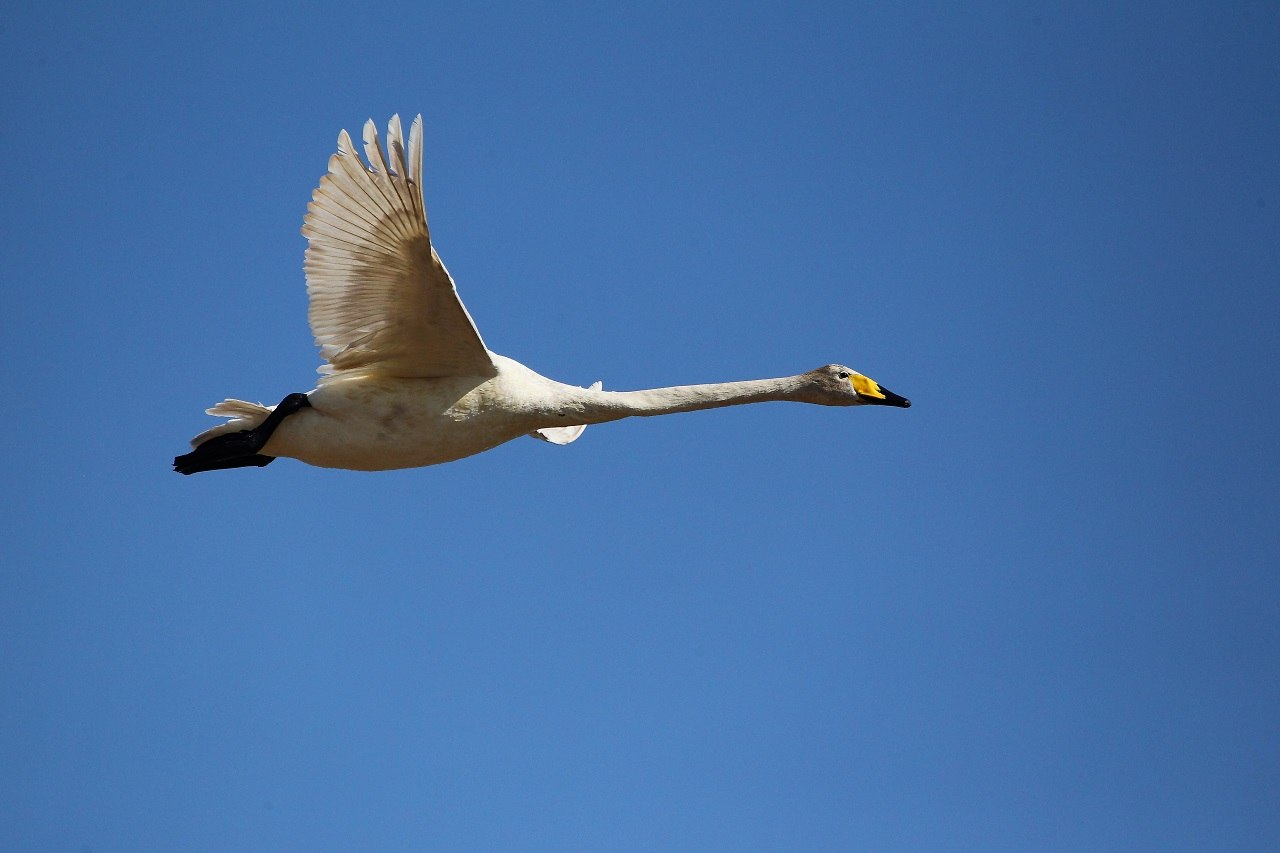
Sångsvanen är en flyttfågel.

## Sångsvanen och människan

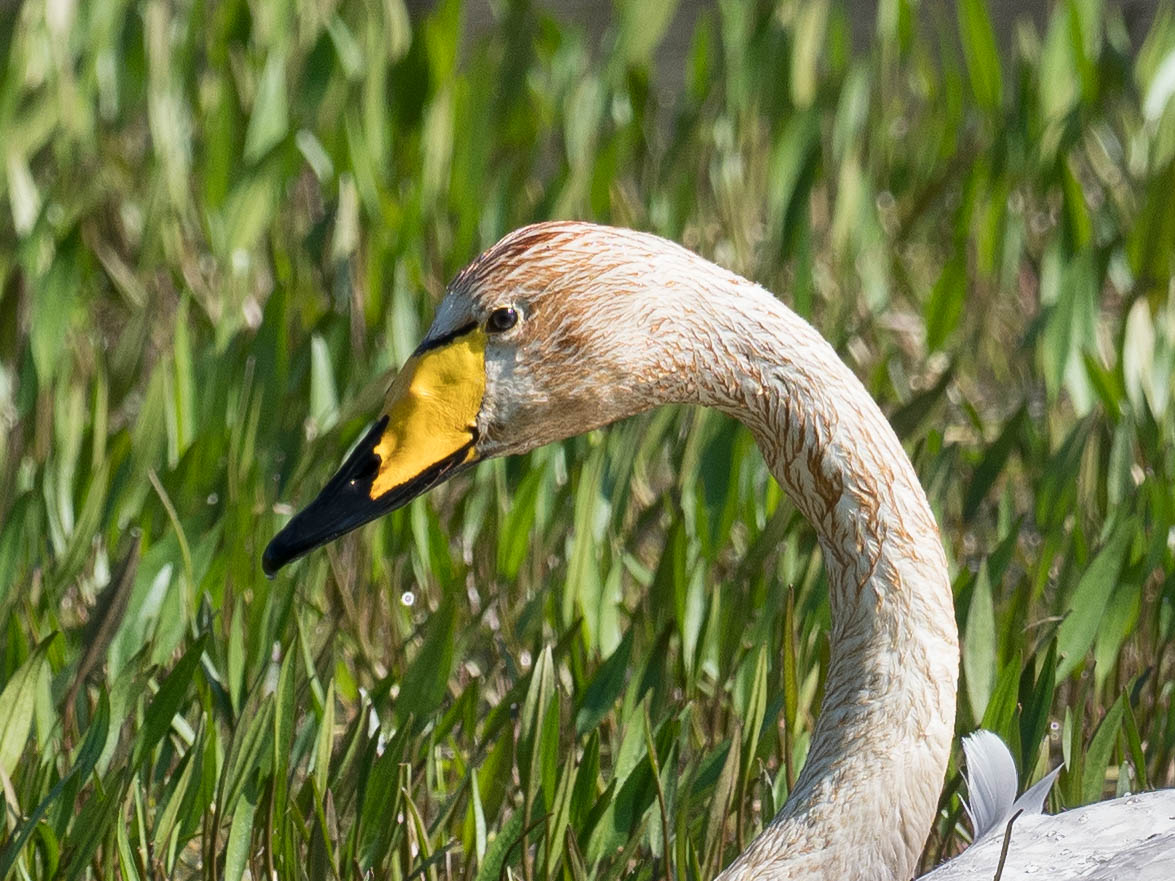
Sångsvan i profil

### Status och hot
Sångsvanen har ett mycket stort utbredningsområde och en global population som uppskattas till cirka 180 000 individer. Vissa populationer ökar och andra minskar, men som helhet bedöms inte arten vara hotad, varför IUCN kategoriserar den som livskraftig (LC).
Sångsvanen fredades från jakt i Finland efter att Yrjö Kokkos bok Sångsvanen (Finska: Laulujoutsen, Ultima Thulen lintu översatt som Sångsvanens land) kom ut 1950, som handlar om två män som försöker hitta häckande sångsvanar i Lapplands ödemarker. Sedan dess har sångsvanspopulationen återhämtat sig och arten häckar numera också långt söderut i landet.

#### Status i Sverige
Från endast cirka 20 kvarvarande par i början av 1900-talet har arten ökat explosionsartat, mellan 1990 och 2020 med mellan 94 och 244 procent. 2020 uppskattas beståndet till 9 400–14 600 häckande individer. 

### I kulturen
Sångsvanen är Finlands nationalfågel och återfinns på finska 1-euromyntet. Den är även Norrbottens landskapsfågel.

### Namn
Ett äldre svenskt trivialnamn för "sångsvan" var vild svan i förhållande till knölsvanen som då kallades tam svan.